# Calamondinorange

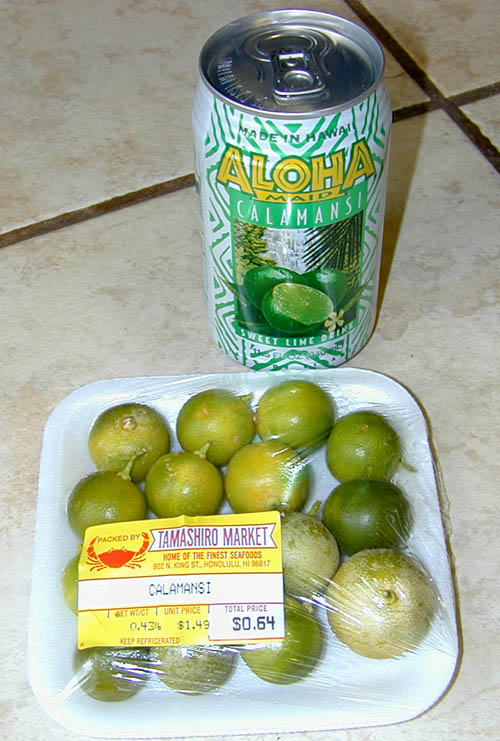
Citrofortunella-Früchte und Saft

Die Calamondinorange (×Citrofortunella microcarpa, Syn.: Citrus fortunella, Citrus mitis) ist eine vermutlich ursprünglich in China natürlich entstandene Hybride aus der Mandarine Citrus reticulata und der Kumquat-Art Fortunella margarita (Oval-Kumquat).
Die Calamondinorange wird heute vor allem auf den Philippinen angebaut, wo sie Calamansi genannt wird (im Deutschen auch Kalamansi). Auch in anderen Gebieten Ostasiens und in der Karibik wird sie kultiviert.

## Beschreibung
×Citrofortunella microcarpa wächst als Baum und erreicht Wuchshöhen von 2 bis 8 m. Die eiförmigen Laubblätter sind auf der Blattunterseite deutlich heller als auf der oberen dunkelgrünen Seite.
Die Calamondinorange fruchtet nach vier Jahren. Die durchschnittlich drei cm dicke Frucht, die die Größe eines Tischtennisballs erreichen kann, schmeckt je nach Reifegrad unterschiedlich. Schale und Fruchtfleisch sind im reifen Zustand orange und schmecken süßsauer, ähnlich wie Kumquats. Im unreifen Zustand sind Schale und Fruchtfleisch grün, die Frucht dient in diesem Zustand auf den Philippinen als saftreiche Zitronenfrucht. 
Im gelblichen Zwischenzustand schmeckt sie mehr oder weniger süß oder sauer. Sie ist reich an Phosphor, Kalzium, Eisen und Vitamin C. Aus diesem Grund wird der Saft, mit Wasser verdünnt und ggf. mit Zucker gesüßt, heiß oder kalt als Präventivmedizin und Heilmittel bei Rachen- und Schleimhäuten oder Atemwegserkrankungen getrunken.

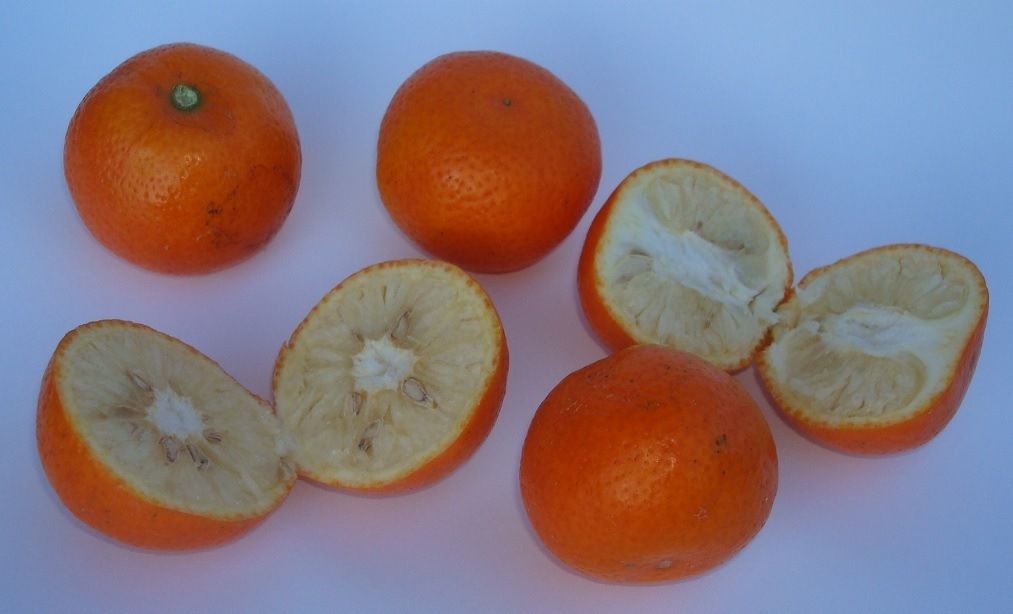
Früchte der Calamondinorange

## Anbau
Die Kultivierung ist problemlos, lediglich Staunässe ist zu vermeiden. Um die Ernte zu verbessern, ist die Pflanze mit Ammoniumsulfat oder Harnstoff zu düngen. Es sind vielfruchtende, robuste Kübelpflanzen.
Die Vermehrung geschieht über Kopfstecklinge; Sämlinge werden nicht zur Vermehrung verwendet, da die Stecklingsvermehrung bei dieser Sorte schnell und einfach funktioniert und die Pflanzen ausreichend robuste Wurzeln bilden. Außerdem benötigen Sämlinge zu lange, bis sie das erste Mal fruchten (etwa fünf bis sieben Jahre).

## WeitereCitrofortunella-Formen
×Citrofortunella eustis, Syn.: Citrus × floridana, die Limequat, ist eine Kreuzungshybride aus Kumquat und Limette. Die drei bekanntesten Sorten sind: Eustis Limequat, Lakeland Limequat und Tavares Limequat, gezüchtet von Walter T. Swingle in Florida zu Beginn des 20. Jahrhunderts. Sie können in kälteren Anbaugebieten die tropische Limette als Lieferant saurer, hoch aromatischer Früchte ersetzen. Ihre Früchte sind gelb, extrem dünnschalig und etwas größer als die Oval-Kumquat.

### Kreuzungen mit süßfrüchtigen Citrusarten
Nippon Satsumaquat, eine Kreuzung aus Satsuma-Mandarine und Oval-Kumquat sowie Kucle, eine neuere italienische Kreuzung. Beide Hybriden werden gerne als dekorative Kübelpflanzen vermehrt. Ihre Früchte sind orange, säuerlich, länglich-oval und haben ungefähr die doppelte Größe der Oval-Kumquat.

## Belege
- Walter T. Swingle & Philip C. Reece: The Botany of Citrus and Its Wild Relatives. In: W. Reuther, H. J. Webber, L. D. Batchelor (Hrsg.): The Citrus Industry, Bd. 1., University of California, 1967. Online
- Bernhard Voß: Citruspflanzen von Tropisch bis Winterhart. Humbach & Nemazal, 1997. ISBN 3-9805521-3-6
- Bernhard Voß: Zitruspflanzen, Franckh-Kosmos Verlags-GmbH, 2005. ISBN 3-440-10174-6